# RUN AWAY GIRL 流れる女
『RUN AWAY GIRL 流れる女』（ランナウェイガール・ながれるおんな）は、2005年5月からBSフジで放映されていたシチュエーション・コメディ。

## あらすじ
物語は小説家・絵里香（高野志穂）が世界でも類を見ない奇病にかかり半年の命と宣告されたことから始まる。
絵里香は残された人生を精一杯生きていこうと、自伝小説「富士のヤマイの9合目」なる著書を執筆し、
「セカチュー」ならぬ「フジキュー」として映画化されるまでの人気を誇るベストセラーになった。
出版社勤務の兄（バナナマン・設楽統）は、その妹の本を出版した後、
一攫千金を目当てに出版社のビルを建てるようとする。
そんな中、絵里香のもとには誰も見舞いに来ず、見舞いに持ってきたのも兄が持参したリンゴ2個だけで、
絵里香は「ビル1個に対してリンゴが2個。このバランスの悪さが私（絵里香）翻弄している」と感じてしまい愕然とする。
しかし奇病は、誤診で実は健康である事が発覚した為。
そして兄は「闘病記をウソにはできない」と世間体だけで妹を殺そうとする計画を立てるが
絵里香は「私の風前の灯に感動していた読者５００万人が生きる事を許さないの？」愕然し病院を抜け出した。
絵里香を追いかける、兄と闘病記を読んで彼女のファンになった追っかけファン（バナナマン・日村勇紀）は・・・・。

## 概要
この番組は劇団「ナイロン100℃」のケラリーノ・サンドロヴィッチが監修し、全10回を4人の俊英脚本家（劇作家）が2回ずつ（ブルースカイ、村上大樹、千葉雅子、湯沢幸一郎=湯沢のみ後半4回分）リレー形式で脚本する形を取り入れた作品で、高野志穂とお笑いコンビ・バナナマンの3人がレギュラーとして、また毎回舞台俳優がゲスト客演するという体裁が取られている。高野は民放のドラマには初主演である。
主題歌はキリンジによる「ブラインドタッチの織姫」(ミニアルバムスウィートソウルepより)